# 桑村川
桑村川（くわむらがわ）は、徳島県吉野川市を流れる吉野川水系の河川である。桒村川と表記されることもある。

## 地理
吉野川市川島町学の水源より吉野川に注ぐ。すぐ近くを流れる学島川同様、JR徳島線の路線と平行に流れており、国道192号・徳島県道244号山川川島線の近隣を流れている。

## 流域の主な施設
- JR阿波川島駅
- 吉野川市立川島小学校
- 吉野川市立川島図書館

## 流域の自治体
徳島県
吉野川市